# Aeroporto di Krasnojarsk-Emel'janovo

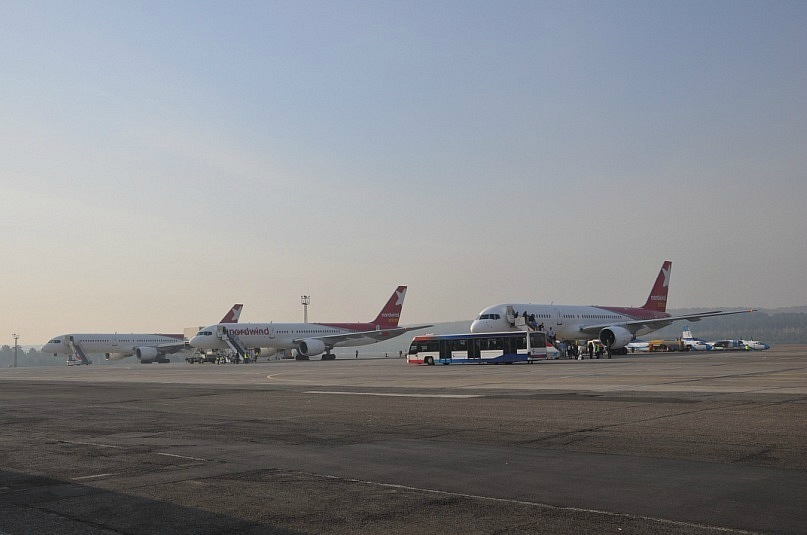
Tre Boeing 757-200 della russa Nordwind Airlines all'aeroporto Emel'janovo

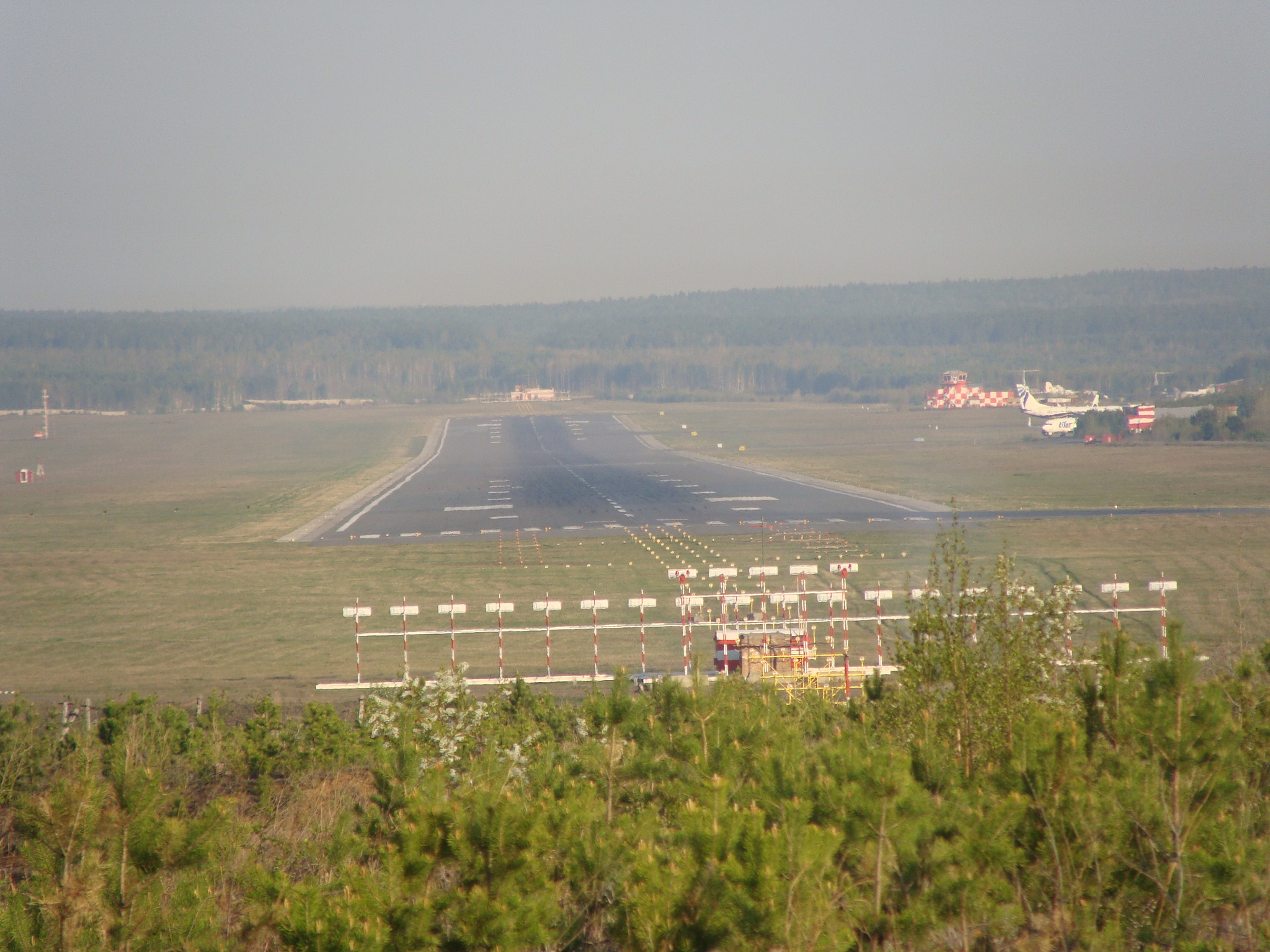
La vista panoramica sulla pista dell'aeroporto Emel'janovo.

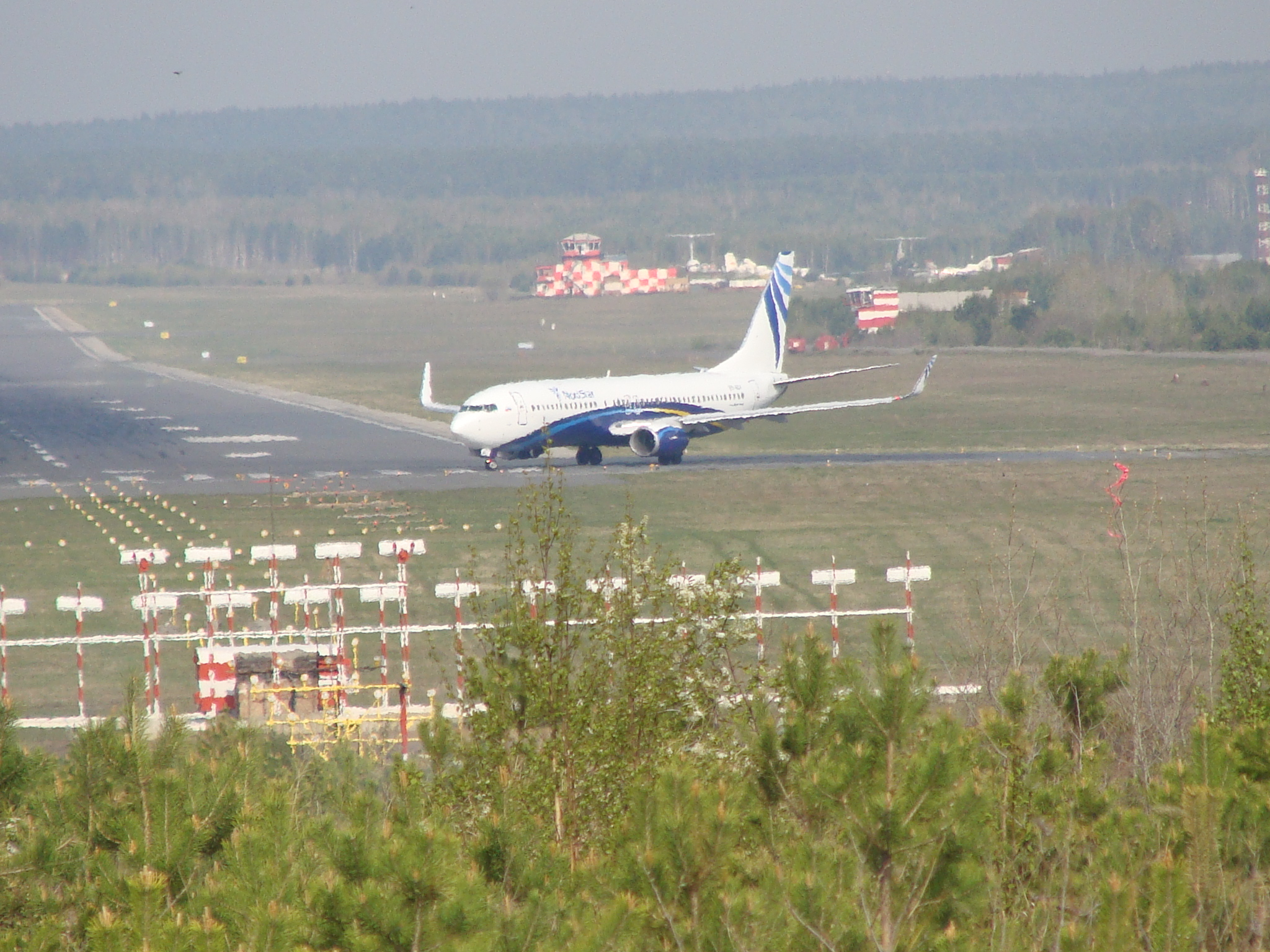
Boeing 737-800 nella livrea della russa NordStar Airlines all'aeroporto Emel'janovo.

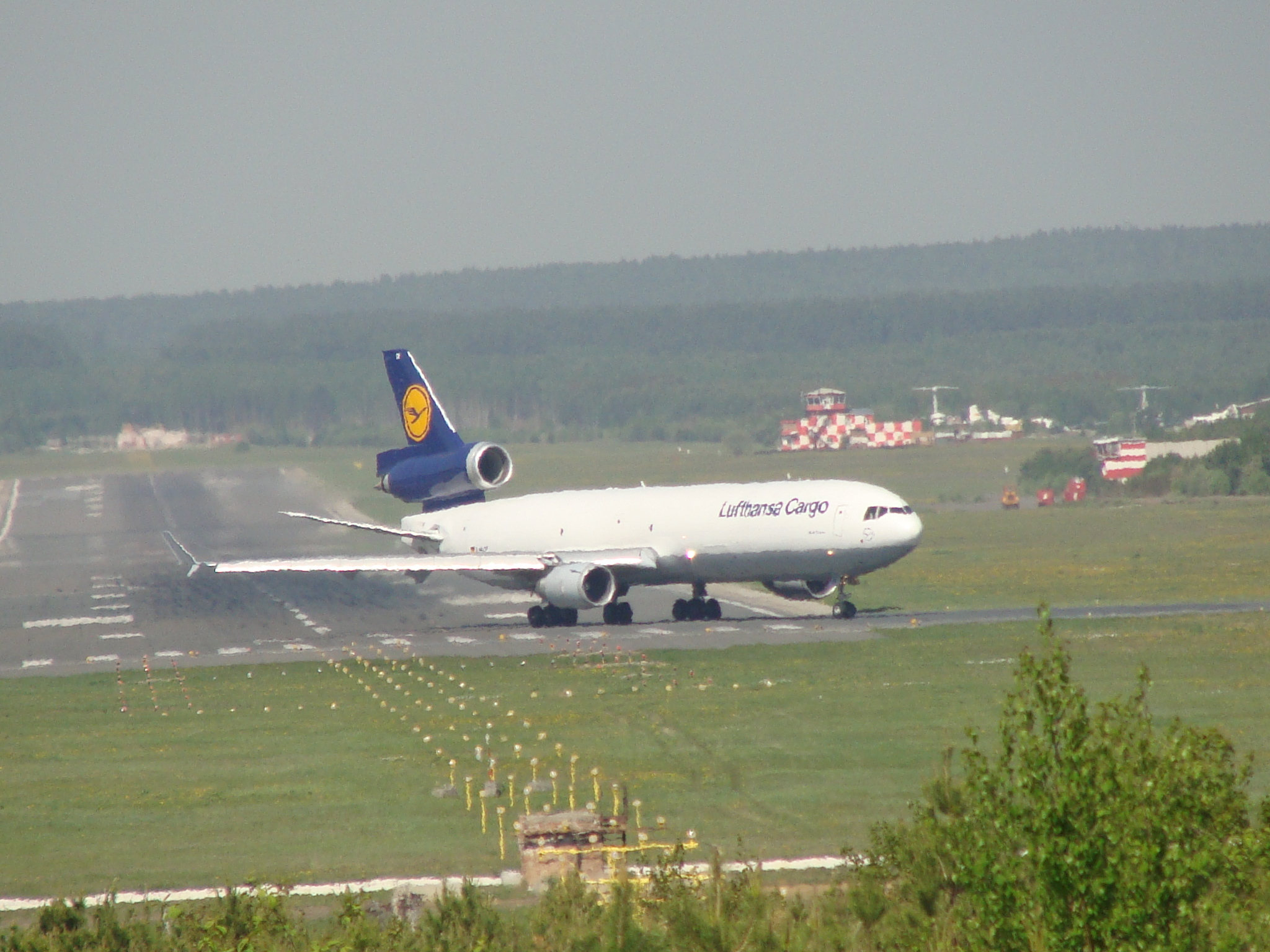
McDonnell Douglas MD-11 nella livrea della tedesca Lufthansa Cargo all'aeroporto Emel'janovo.

Aeroporto internazionale di Krasnojarsk (in russo Международный аэропорт Красноярск (KJA) è stato aperto nel 1980. L'aeroporto è conosciuto anche come Emel'janovo o Elovaja. È il principale hub aeroportuale internazionale del Kraj di Krasnojarsk.

## Storia
- 1970 - l'inizio dei lavori di costruzione della pista aeroportuale a 27 km da Krasnojarsk.
- 1980 - l'apertura dell'aeroporto Emel'janovo per i voli di linea.
- 2005 - l'apertura del Terminal 2 dell'aeroporto per i voli transfer ed i voli internazionali.
- 2006 - la ricostruzione della pista e la sua certificazione per la seconda categoria ICAO.
- 2008 - l'apertura del moderno Terminal degli arrivi con la capacità di 750 passeggeri/ora, l'installazione del nuovo sistema di illuminazione della pista e del nuovo complesso di atterraggi strumentali.
- 7 ottobre 2010 - un milione di passeggeri ha transitato all'aeroporto Emel'janovo. Nel 2009 l'aeroporto ha registrato il transito di un milione dei passeggeri solo il 29 dicembre in seguito alla crisi economica.[3]
- 2012 - nel periodo gennaio - agosto 2012 1,261 milioni di passeggeri hanno transitato all'aeroporto Emel'janovo, il 18% in più rispetto allo stesso periodo del 2011.[4]
- 3 dicembre 2012 - i primi 5000 voli della Lufthansa Cargo sulla rotta Osaka - Krasnojarsk - Francoforte sul Meno sono stati effettuati dal 4 giugno 2009 dalla compagnia aerea tedesca.[5]
- 2013 - nel periodo gennaio - luglio 2013 all'aeroporto di Krasnojarsk sono transitati 1,142 milioni di passeggeri, il 10% in più rispetto all stesso periodo dell'anno scorso.[6]

## Strategia
Nel 2010 sono stati sottoscritti degli accordi bilaterali canadesi-russi per l'organizzazione sulla base dell'aeroporto Emel'janovo dello scalo d'emergenza secondo i requisiti ETOPS e dello scalo di rifornimento per gli aerei a lungo raggio nordamericani che compiono le rotte transcontinentali transpolari № 3 e № 4 dall'Asia meridionale per Canada.
Nel 2011 l'aeroporto Emel'janovo ha investito più di 240 milioni di rubli russi nell'ammodernamento del parco mezzi con gli autobus aeroportuali Contrac Cobus, con spargitori o sistemi combinati per combattere il ghiaccio in pista della Schmidt Automotive, con attrezzature per De icing degli aerei Tempest. Inoltre, l'aeroporto ha attrezzato il terminal con due finger per facilitare l'imbarco negli aerei di medie-grandi dimensioni.
Nel febbraio 2012 sono stati sottoscritti i primi accordi preliminare tra l'aeroporto Emel'janovo e le compagnie aeree cargo: statunitense World Airways, belga TNT Airways, Fly Emirates Sky Cargo, Etihad Airways, lussemburghese Cargolux per utilizzo dello scalo di Krasnojarsk non solo per i voli di transito, ma anche per l'attività commerciale nel Terminal Cargo dell'aeroporto.

## Dati tecnici
L'aeroporto internazionale di Krasnojarsk ha la capacità di ospitare 47 aeroplani. La capacità dell'aeroporto permette 12 (atterraggi/decolli)/ora.
L'aeroporto è equipaggiato per la manutenzione, l'atterraggio/decollo degli aerei ATR (42, 72), Airbus (A310, A319, A320, A321, A330), Boeing (737, 747, 757, 767), Bombardier (CRJ-100, CRJ-200), Dassault Aviation (Falcon 900), McDonnell Douglas (MD-83, MD-11, DC-10), Ilyushin (Il-18, Il-62, Il-76, Il-86, Il-96, Il-114), Yakovlev (Yak-40, Yak-42), Tupolev (Tu-134, Tu-154, Tu-204, Tu-214), Antonov (An-12, An-24, An-26, An-32, An-72, An-74, An-124), Pilatus di tutti i tipi. L'aeroporto è anche attrezzato per l'atterraggio/decollo dell'Airbus A380 e Antonov An-225 che lo rende uno degli hub più importanti in Siberia.
Nel 2009 la pista aeroportuale è stata attrezzata per i voli secondo i standard della II categoria ICAO.
L'aeroporto Emel'janovo è uno scalo d'emergenza per l'aeroporto di Barnaul.

## Terminal
La capacità del Terminal permette il transito dei 700 persone/ora, di quelli 300 nel Terminal Internazionale. Nel 2009 la zona check-in è stata attrezzata con i sistemi di self-check-in aumentando ulteriormente il comfort e la capacità del Terminal Passeggeri. Inoltre, nel Terminal Passeggeri è stato installato il sistema elettronico di elaborazione dei bagagli dei passeggeri.
La capacità del Terminal cargo permette la partenza di 200 tonnellate della merce.

## Servizi
- Polizia di frontiera
- Dogana
- Ambulatorio medico e veterinario
- Biglietteria con sportello
- Annuncio sonoro arrivo e partenza aerei
- Bar e fast food
- Distributori automatici di snack e bevande
- Banca e cambiavalute
- Edicola
- Servizi igienici
- Capolinea autolinee, interscambio autobus
- Stazione taxi
- Parcheggio di scambio e di deposito
- Telefono pubblico
- Servizio internet gratuito con la rete Wi-Fi.[12]

## Collegamenti con Krasnojarsk
Auto
L'aeroporto Internazionale Emel'janovo è facilmente raggiungibile dal centro di città percorrendo per 40 km la strada statale M-53 conosciuta come "Moskovskij Trakt". Il tempo di percorrenza è di 35 minuti.
Trasporto pubblico
Le linee no.135/135k dell'Azienda Municipale dei Trasporti Pubblici di Krasnojarsk collega l'Autostazione di Krasnojarsk col Terminal 1 dell'aeroporto. Il tempo di percorrenza è di 50 minuti.
Navette notturne
Dalle ore 24:00 fino alle ore 07:00 per Krasnojarsk dalla fermata situata a 50 m dal Terminal 1 (conosciuto anche come Terminal Nazionale) dell'aeroporto Emel'janovo partono le navette per il centro cittadino col tempo di percorrenza di 40 minuti.

## Incidenti
Il 3 ottobre 2010 alle 17:58 (ora locale) un volo internazionale cargo Krasnojarsk-Emel'janovo - Francoforte sul Meno, operato da un McDonnell Douglas MD-11 della tedesca Lufthansa ha effettuato l'atterraggio d'emergenza all'aeroporto di partenza subito dopo il decollo in seguito al blocco della sezione centrale dell'ala destra del velivo. 3 membri d'equipaggio e 95 tonnellate di merce sono ripartiti per Germania alle ore 20:12 (ora locale) dopo aver riparato l'ala dell'aereo alla base tecnica di Krasnojarsk.